# Przygody Spota
Przygody Spota (ang. The Adventures of Spot, 1987–2000) – brytyjski serial animowany, w Polsce emitowany dawniej na kanałach CBeebies i TVP1.

## Bohaterowie
- Spot – mały żółty piesek. Jest miły i bardzo sympatyczny.
- Sally – mama Spota.
- Sam – tata Spota.
- Helen – hipopotam, jeden z najlepszych przyjaciół Spota.
- Tom – krokodyl, jeden z najlepszych przyjaciół Spota.
- Steve – przyjaciel Spota.

## Spis odcinków
| N/o               | Polski tytuł                             | Angielski tytuł                              |
| ----------------- | ---------------------------------------- | -------------------------------------------- |
|                   |                                          |                                              |
| SERIA PIERWSZA    |                                          |                                              |
|                   |                                          |                                              |
| 01                | Paczka z niespodzianką                   | Spot’s Surprise Parcel                       |
|                   |                                          |                                              |
| 02                | Zgubiona kość                            | Spot’s Lost Bone                             |
|                   |                                          |                                              |
| 03                | Pierwszy spacer                          | Spot’s First Walk                            |
|                   |                                          |                                              |
| 04                | Spot w lesie                             | Spot in the Woods                            |
|                   |                                          |                                              |
| 05                | Prezent urodzinowy                       | Spot’s Birthday Party                        |
|                   |                                          |                                              |
| 06                | Gdzie jest Spot?                         | Where’s Spot                                 |
|                   |                                          |                                              |
| 07                | Słodkich snów, Spot                      | Sweet Dreams, Spot                           |
|                   |                                          |                                              |
| 08                | Spot idzie do szkoły                     | Spot Goes to School                          |
|                   |                                          |                                              |
| 09                | Spot idzie do cyrku                      | Spot Goes To The Circus                      |
|                   |                                          |                                              |
| 10                | Spot tropi zapachy                       | Spot Follows His Nose                        |
|                   |                                          |                                              |
| 11                | Mokre zabawy                             | Spot Goes Splash                             |
|                   |                                          |                                              |
| 12                | Wietrzny dzień                           | Spot’s Windy Day                             |
|                   |                                          |                                              |
| 13                | Spot na wakacjach                        | Spot Goes on Holiday                         |
|                   |                                          |                                              |
| SERIA DRUGA       |                                          |                                              |
|                   |                                          |                                              |
| 14                | Spot jedzie na wieś                      | Spot Goes to the Farm                        |
|                   |                                          |                                              |
| 15                | Noc poza domem                           | Spot Stays Overnight                         |
|                   |                                          |                                              |
| 16                | Spot piecze ciasto                       | Spot Makes A Cake                            |
|                   |                                          |                                              |
| 17                | Spot idzie do parku                      | Spot Goes to the Park                        |
|                   |                                          |                                              |
| 18                | Spot znajduje klucz                      | Spot Finds A Key                             |
|                   |                                          |                                              |
| 19                | Spot w ogrodzie                          | Spot in the Garden                           |
|                   |                                          |                                              |
| 20                | Spot idzie na bal                        | Spot Goes To A Party                         |
|                   |                                          |                                              |
| 21                | Zimowe zabawy Spota                      | Spot’s Winter Sports                         |
|                   |                                          |                                              |
| 22                | Spot w wesołym miasteczku                | Spot Goes to the Fair                        |
|                   |                                          |                                              |
| 23                | Ulubiona zabawka Spota                   | Spot’s Favourite Toy                         |
|                   |                                          |                                              |
| 24                | Pierwszy piknik Spota                    | Spot’s First Picnic                          |
|                   |                                          |                                              |
| 25                | Spot na placu zabaw                      | Spot at the Playground                       |
|                   |                                          |                                              |
| 26                | Spot i książki z bajkami                 | Storytime With Spot                          |
|                   |                                          |                                              |
| SERIA TRZECIA     |                                          |                                              |
|                   |                                          |                                              |
| 27                | Spot poznaje alfabet                     | Spot’s Alphabet                              |
|                   |                                          |                                              |
| 28                | Spot poznaje nazwy miesięcy              | Spot’s Busy Year                             |
|                   |                                          |                                              |
| 29                |                                          | Spot Learns to Count                         |
|                   |                                          |                                              |
| 30                |                                          | Spot Tells the Time                          |
|                   |                                          |                                              |
| 31                |                                          | Spot’s Looks at opposites                    |
|                   |                                          |                                              |
| 32                |                                          | Spot’s First Word Game                       |
|                   |                                          |                                              |
| 33                |                                          | Spot Looks at Colours                        |
|                   |                                          |                                              |
| 34                |                                          | Spot Looks at Shapes                         |
|                   |                                          |                                              |
| ODCINKI SPECJALNE |                                          |                                              |
|                   |                                          |                                              |
| S1                | Magiczne Boże Narodzenie                 | Spot’s Magical Christmas                     |
|                   |                                          |                                              |
| S2                | Spot wybiera się z dziadkami na karnawał | Spot and his Grandparents go to the Carnival |
|                   |                                          |                                              |
| SERIA CZWARTA     |                                          |                                              |
|                   |                                          |                                              |
| 35                |                                          | Spot’s Show                                  |
|                   |                                          |                                              |
| 36                |                                          | Spot’s Treehouse                             |
|                   |                                          |                                              |
| 37                |                                          | Spot’s Breakfast                             |
|                   |                                          |                                              |
| 38                |                                          | Spot’s Hobby Horse                           |
|                   |                                          |                                              |
| 39                |                                          | Spot’s Grandpa                               |
|                   |                                          |                                              |
| 40                |                                          | Spot’s Umbrella                              |
|                   |                                          |                                              |
| 41                |                                          | Spot’s Band                                  |
|                   |                                          |                                              |
| 42                |                                          | Spot’s Bath                                  |
|                   |                                          |                                              |
| 43                |                                          | Spot’s Tent                                  |
|                   |                                          |                                              |
| 44                |                                          | Spot Cleans Up                               |
|                   |                                          |                                              |
| 45                |                                          | Spot Helps Grandma                           |
|                   |                                          |                                              |
| 46                |                                          | Spot’s School Trip                           |
|                   |                                          |                                              |
| 47                |                                          | Spot plays Hide and Seek                     |
|                   |                                          |                                              |

## Opisy odcinków
Sezon I
- 1. Listonosz przynosi Spotowi specjalną przesyłkę.
- 2. Spot nie pamięta, gdzie położył swoją kość. Szukanie jej okazuje się jednak świetną zabawą.
- 3. Spot po raz pierwszy w życiu sam idzie na spacer po ogrodzie.
- 4. Spot idzie z tatą na sacer do lasu. Szuka lwów, tygrysów, słoni i żyraf.
- 5. Spotowi bardzo podoba się przyjęcie urodzinowe; zwłaszcza, gdy bawi się z przyjaciółmi w chowanego.
- 6. Nadchodzi pora kolacji, a Spot gdzieś zniknął! Jego matka i Sally idą go poszukać.
- 7. Po męczącym dniu, Spot idzie na ostatni spacer po ogrodzie, zanim pójdzie spać.
- 8. Spot tak dobrze bawi się pierwszego dnia w szkole, że nie może doczekać się aż do niej wróci.
- 9. Spot wchodzi za kulisy cyrku, gdyż zgubił swoją piłkę. Nauczy się cyrkowej sztuczki.
- 10. W powietrzu unosi się piękny zapach, ale odkrycie jego źródła zajmie Spotowi trochę czasu.
- 11. Spot jest przemoczony, gdyż bawił się z przyjaciółmi w deszczu.
- 12. Spot bawi się latawcem, który w pewnym momencie zaczepia się o gałęzie drzewa. Piesek spotyka kogoś, kto pomoże mu rozwiązać problem.
- 13. Sally i Sam oraz rodzice Spota zabierają bohatera nad morze, gdzie pozna nowego przyjaciela.

Sezon II
- 1. Spot i jego ojciec odwiedzają farmę. Będą się na niej świetnie bawic, szukając małych zwierzątek. Między innymi spotkają tam urocze prosiaczki.
- 2. Spot ma dziś nocowac u Steve’a, ale zapomniała zabrac ze sobą bardzo ważnej rzeczy. Na szczęście z pomocą przyjdzie mu mama.
- 3. Spot pomaga mamie upiec ciasto na szkolną uroczystość. Ten, kto upiecze najlepsze ciasto, otrzyma wspaniałą nagrodę.
- 4. Spot i przyjaciele uwielbiają grać w piłkę w parku. Kiedy piłka leci za daleko, nowy przyjaciel pomaga im ją odzyskać.
- 5. Spot znajduje klucz. Teraz chce się dowiedzieć, co można nim otworzyć.
- 6. Spot świetnie się bawi, pomagając tacie w podlewaniu roślin w ogrodzie, wykopywaniu marchewek i zbieraniu kwiatów dla mamy.
- 7. Spot dostał kostium kowboja, który będzie mógł włożyć na bal przebierańców u Helen. Ale gdzie jest Tom i Steve?
- 8. Spot i przyjaciele świetnie się bawią w śniegu. Ulepiwszy bałwana, Spot postanawia zabrać go ze sobą do domu.
- 9. Po niezwykłym dniu, spędzonym na wesołym miasteczku, Spot i przyjaciele dochodzą do wniosku, że banie się też może być zabawne.
- 10. Spot nie potarfi zdecydować, którą zabawkę lubi najbardziej. Odpowiedź znajduje przed pójściem do łóżka.
- 11. Po pikniku Spot i jego przyjaciele wracają do domu mokrzy i głodni. Na szczęście mama Spota jest dobrze przygotowana.
- 12. Spot, Steve i Helen uwielbiają bawić się na placu zabaw, gdzie mogą się huśtać, wspinać na drabinki i zjeżdżać ze zjeżdżalni.
- 13. Spot znajduje wiele sposobów na bawienie się książkami. Wymyśla je w czasie oczekiwania na mamę, która ma mu przeczytać bajkę.

Muzyczne przygody Spota
- 1. Przyjaciele Spota: Helen, Tom i Steve spotykają się, by się razem bawić. Nagle wpadają na pomysł, że przygotują przedstawienie dla Sally, Sama, mamy i taty.
- 2. Spot pomaga Samowi wybudować domek na drzewie, znajdującym się w ogrodzie.
- 3. Spot budzi się wcześnie rano. Postanawia, że tym razem sam może przygotować sobie śniadanie.
- 4. Spot jeździ na swoim koniku na biegunach. Helen i Steve chcą przyłączyć się do zabawy.
- 5. Spot po spacerze z dziadkiem, dochodzi do wniosku, że jego dziadek wie wszystko.
- 6. Spot ma nowy parasol i nie może doczekać się ulewy. Kiedy spadnie deszcz, będzie mógł wreszcie wypróbować swój nowy nabytek.
- 7. Spot znajduje dziwny budynek podczas spaceru z Samem.
- 8. Spot tak dobrze bawi się na podwórku, że ani myśli o powrocie do domu na kąpiel. Kiedy w końcu trafia do wanny, okazuje się, że w wodzie również można się świetnie bawić!
- 9. Spot rozstawił w ogrodzie namiot, a jego przyjaciele chcą spać w nim przez całą noc. Kiedy robi się ciemno, przyjaciele odkrywają, że w ogrodzie słychać dziwne dźwięki.
- 10. W pokoju Spota panuje bałagan. Sally prosi, by Spot w nim posprzątał. Kiedy w końcu w pokoju jest czysto, pojawia się problem: gdzie jest Teddy?
- 11. Spot odwiedza swoją babcię i jest trochę nadgorliwy w robieniu porządków: zmywaniu i odkurzaniu.
- 12. Szkoła Spota zorganizowała wyjątkową wycieczkę. Gdzie jadą uczniowie?
- 13. Spot chce się bawić w chowanego, ale Sally i Sam są zajęci. Na szczęście, Tom przychodzi z pomocą i bawi się ze Spotem.